# Pterostylis revoluta
Pterostylis revoluta là một loài thực vật có hoa trong họ Lan. Loài này được R.Br. miêu tả khoa học đầu tiên năm 1810.